# المنطقة الشرقية (الكاميرون)
المنطقة الشرقية (بالإنجليزية: East Region)‏ هي منطقة في الكاميرون، بلغ عدد سكانها 875,949 نسمة وذلك حسب إحصائيات سنة 2007، عاصمتها بيرتوا، تبلغ مساحتها 109,002 كيلومتر مربع.

## الموقع
تشترك في الحدود مع:
- المنطقة الجنوبية (الكاميرون)
  - سنتر
  - محافظة آداماوا.

## التقسيمات الإدارية
- Boumba-et-Ngoko [الإنجليزية]‏
- Haut-Nyong [الإنجليزية]‏
- Kadey [الإنجليزية]‏
- Lom-et-Djerem [الإنجليزية]‏.